# گابریل فن هابسبورگ
گابریل فن هابسبورگ (انگلیسی: Gabriela von Habsburg؛ زادهٔ ۱۴ اکتبر ۱۹۵۵) یک سیاستمدار اهل اتریش است.